# Yancheng-Naturreservat
Das Yancheng-Naturreservat liegt nahe der Stadt Yancheng im Westen der chinesischen Provinz Jiangsu. 
Das Schutzgebiet erstreckt sich über 2800 Quadratkilometer Küstenzone, von denen 174 zur Kernzone zählen. Es wurde vor allem zum Schutz des bedrohten Mandschurenkranichs eingerichtet und mehr als die Hälfte der Gesamtpopulation dieser Vögel überwintert hier. Klimatisch gesehen liegt das Reservat im Übergangsgebiet zwischen den gemäßigten Breiten und den Subtropen. Im Reservat leben etwa 90.000 Menschen.
Weitere typische Arten chinesischer Sumpflandschaften, wie das Wasserreh gehören ebenfalls zur Fauna des Gebietes. Seit 1986 werden auch Davidshirsche in einer eingezäunten Zone des Schutzgebiets, dem Dafeng-Milu-Naturresrervat angesiedelt. Das Gebiet gehört zu den bedeutendsten Brut- und Überwinterungsplätzen der gefährdeten Saundersmöwe.

## Nachweise
1. ↑  Hongguang Zhu, Pei Qin and Hui Wang:  Functional group classification and target species selection for Yancheng Nature Reserve, China Biodiversity and Conservation, Volume 13, Number 7 / Juni 2004
2. ↑  Factsheet auf BirdLife International
3. ↑  K. M. Olsen, H. Larsson: Gulls of Europe, Asia and North America, Helm Identification Guides, Christopher Helm, London 2003, ISBN 978-0-7136-7087-5, S. 478